# Flavine adénine dinucléotide
Pour les articles homonymes, voir FAD (homonymie).
Le dinucléotide flavine-adénine ou flavine adénine dinucléotide (FAD) est une coenzyme d'oxydoréduction dérivant de la riboflavine (vitamine B2). Il est associé aux enzymes de la classe des oxydoréductases auxquelles il est lié par une liaison covalente : c'est un groupement prosthétique.
Ce coenzyme est notamment utilisé par les flavoprotéines du complexe II de la chaîne respiratoire mitochondriale : glycérol-3-P-déshydrogénase, acylCoA-déshydrogénase, succinate-déshydrogénase.
Au niveau de cette chaine respiratoire mitochondriale, le FAD permet la formation de 2ATP grâce au pompage de 6 protons dans l'espace intermembranaire.
Le couple rédox est le suivant : {\displaystyle {\text{FAD}}\leftrightarrow {\text{FADH}}_{2}}
Le FAD intervient également dans la β-oxydation des acides gras lors de l'oxydation de l'acylCoA en transΔ2-3 énoylCoA via l'acylCoA déshydrogénase. Cette réaction est essentielle à la progression de la β-oxydation mais peut être shunté dans certains cas : acide gras insaturé avec une double liaison sur un carbone impaire de type (Δ5, Δ9 ...).

## Structure
Flavine - Ribitol - Phosphate - Phosphate - Ribose - Adénine
NB. Noyau Flavine (dérive de l'isoalloxazine) ; Ribitol (ose linéaire en C5).